# Red Cross Football Club
El Red Cross Football Club fue un Equipo/ Club de Fútbol de la Ciudad de João Pessoa, en el Estado del Paraíba.  Jugaba en el Campeonato Paraibano de Fútbol.  
- Datos: Q10358129